# Santa Cruz la Ixtla
Santa Cruz la Ixtla är en ort i Mexiko.   Den ligger i kommunen Puebla och delstaten Puebla, i den sydöstra delen av landet, 110 km sydost om huvudstaden Mexico City. Santa Cruz la Ixtla ligger 2 069 meter över havet och antalet invånare är 440.
Terrängen runt Santa Cruz la Ixtla är platt åt nordost, men åt sydväst är den kuperad. Runt Santa Cruz la Ixtla är det glesbefolkat, med 18 invånare per kvadratkilometer. Närmaste större samhälle är Puebla de Zaragoza, 11,4 km norr om Santa Cruz la Ixtla. I omgivningarna runt Santa Cruz la Ixtla växer huvudsakligen savannskog.